# Aktaš
Aktaš (in russo Акташ?) è una località della Repubblica Autonoma dell'Altaj, in Russia.
Il villaggio si trova lungo la strada R256 "Čujskij trakt" dove inizia la "tratta Ulaganskij" che collega Aktaš, lungo la valle del fiume Čibitka, al lago Čejbekkël' arrivando all'insediamento di Ulagan, capoluogo del rajon.